# کلیسای آنوشاوان
کلیسای آنوشاوان (ارمنی: Անուշավանի եկեղեցի؛ ) یک کلیسا متعلق به کلیسای حواری ارمنی واقع در شهر آنوشاوان، شهرستان شاهبوز جمهوری آذربایجان می‌باشد. ساخت و ساز این ساختمان در سده‌های ۱۳-۱۴ام میلادی؛ به پایان رسید. این بنا به سبک معماری ارمنی طراحی شده است.